# Sundhet
Sundhet är ett härledningsbegrepp. Ett deduktivt system S är sunt för språket L om och endast om {\displaystyle A\vdash _{S}B} implicerar {\displaystyle A\models _{L}B}, det vill säga om inga ogiltiga argument kan härledas.
Begreppet "semantisk giltighet" definieras på skilda sätt hos hos olika författare. Vissa anser att en härledning med hjälp av sanningstabeller (det vill säga mening) skapar semantisk giltighet, andra att det är sanningen hos A och B som avgör semantisk giltighet. Därmed blir även begreppen "fullständighet" och "sundhet" oprecisa.